# علم نييوي
أعتمد علم نييوي في عام 1975 ويتكون العلم من قطعة قماش باللون الأصفر ويوجد في الزاوية اليسرى العليا من العلم نموذج من علم المملكة المتحدة يحتوي على خمسة نجوم خماسية الشكل باللون الأصفر.

## معنى العلم
- الأصفر: يرمز إلى الشمس وإلى دفئ علاقة الصداقة ما بين نييوي ونيوزيلندا.
- ★ النجوم: الأربعة الصغير في الحجم ترمز إلى صليب الجنوب (كوكبة) الموجودة على على العلم النيوزيلندي.
- ★ النجمة: الصفراء الكبيرة ترمز إلى نظام الحكم الذاتي الذي تتمتع به جزيرة نييوي داخل نبوزيلندا أما الدائرة الزرقاء اللون المحيطة بالنجمة فترمز إلى المحيط الذي يحيط بالجزيرة.